# مايك ورسلي
مايك ورسلي (بالإنجليزية: Mike Worsley)‏ هو لاعب اتحاد الرغبي بريطاني، ولد في 1 ديسمبر 1976 في وارينغتون في المملكة المتحدة.